# Takeshi Yonezawa
Takeshi Yonezawa (jap. 米澤 剛志, Yonezawa Takeshi; * 6. Februar 1969 in der Präfektur Osaka) ist ein ehemaliger japanischer Fußballspieler.

## Karriere
Yonezawa erlernte das Fußballspielen in der Schulmannschaft der Hokuyo High School und der Universitätsmannschaft der Osaka University of Health and Sport Sciences. Seinen ersten Vertrag unterschrieb er 1991 bei Yamaha Motors. Der Verein spielte in der höchsten Liga des Landes, der Japan Soccer League. 1993 wurde er mit dem Verein Vizemeister der Japan Football League und stieg in die J1 League auf. 1996 wechselte er zum Ligakonkurrenten Gamba Osaka. 1997 wechselte er zum Zweitligisten Ōita Trinity. Ende 1997 beendete er seine Karriere als Fußballspieler. Er arbeitet seither als Sportlehrer und Fußballtrainer.

## Erfolge
Júbilo Iwata
- J.League Cup

Finalist: 1994